# Affrontement de 2023 à Naplouse
L'affrontement de 2023 à Naplouse s'est produit le 22 février 2023 lors d'un raid de l'armée israélienne à Naplouse, faisant 11 morts et plus de 200 blessés parmi les Palestiniens,.

## Affrontement
Les forces israéliennes à Naplouse auraient encerclé une maison où se trouvaient deux militants palestiniens recherchés. Des affrontements ont éclaté vers 10 h 0. 11 palestiniens ont été tués et plus de 200 autres blessés au cours de l'affrontement.
Le ministère palestinien de la Santé a déclaré que parmi les morts figurait un homme de 72 ans et que des dizaines de personnes étaient soignés pour des blessures par balle, dont certaines graves. Deux des morts auraient fait l'objet de l'opération d'arrestation et auraient été tués à la suite de la démolition par les forces israéliennes du bâtiment qu'ils occupaient.

## Contexte
L'armée israélienne mène depuis 2022 une répression massive dans les territoires occupés de Cisjordanie. Depuis le début de l’année 2023, soixante et un Palestiniens ont été tués dans ces raids, soit plus d'une victime par jour en moyenne. Onze Israéliens ont également été tués dans des attaques palestiniennes contre des colonies.
Le 12 février, le gouvernement israélien légalise neuf nouvelles colonies en Cisjordanie, une première depuis 2012. L’Autorité palestinienne demande au Conseil de sécurité des Nations unies de dénoncer cette décision, et des États arabes ont proposé un projet de résolution. L’Autorité palestinienne fait finalement marche arrière sous la pression des États-Unis. En échange, Israël promet de ne pas autoriser de nouvelles constructions dans les colonies et de réduire les incursions de l’armée dans les grandes villes. Un accord de « déconfliction » est signé par l'Autorité palestinienne avec le gouvernement israélien le 19 février, trois jours avant le raid de Naplouse.